# Busjasch
Der Busjasch (belarussisch Бусяж, russisch Бусяж) ist ein kleiner Fluss in Rajonen Slonim und Iwazewitschy in Belarus. Die Länge des Flusses beträgt 19 Kilometer. Der Fluss entspringt in der Nähe des Dorfes Kawali im Rajon Slonim und mündet östlich des Dorfes Chadorki im Rajon Iwazewitschy von rechts in die Hryuda. Das durchschnittliche Gefälle des Flusses beträgt 0,7 ‰.
Der Fluss ist auf seiner gesamten Länge kanalisiert.